# ラム郡 (テキサス州)
ラム郡（ラムぐん、英: Lamb County）は、アメリカ合衆国テキサス州の北部に位置する郡である。2010年国勢調査での人口は13,977人であり、2000年の14,709人から5.0%減少した。郡庁所在地はリトルフィールド市（人口6,372人）であり、同郡で人口最大の都市でもある。郡名は、サンジャシントの戦いで戦死したジョージ・A・ラムに因んで名付けられた。1975年から1983年までテキサス州下院議長を務めたビルー・ウェイン・"ビル"・クレイトンの出身地である。
ラム郡にある歴史的なトリプルアロウ牧場は郡政委員会の判事ウィリアム・A・アンダーソン・ジュニアとその妻レノラ・ジョー・トンプソンが所有している。

## 歴史

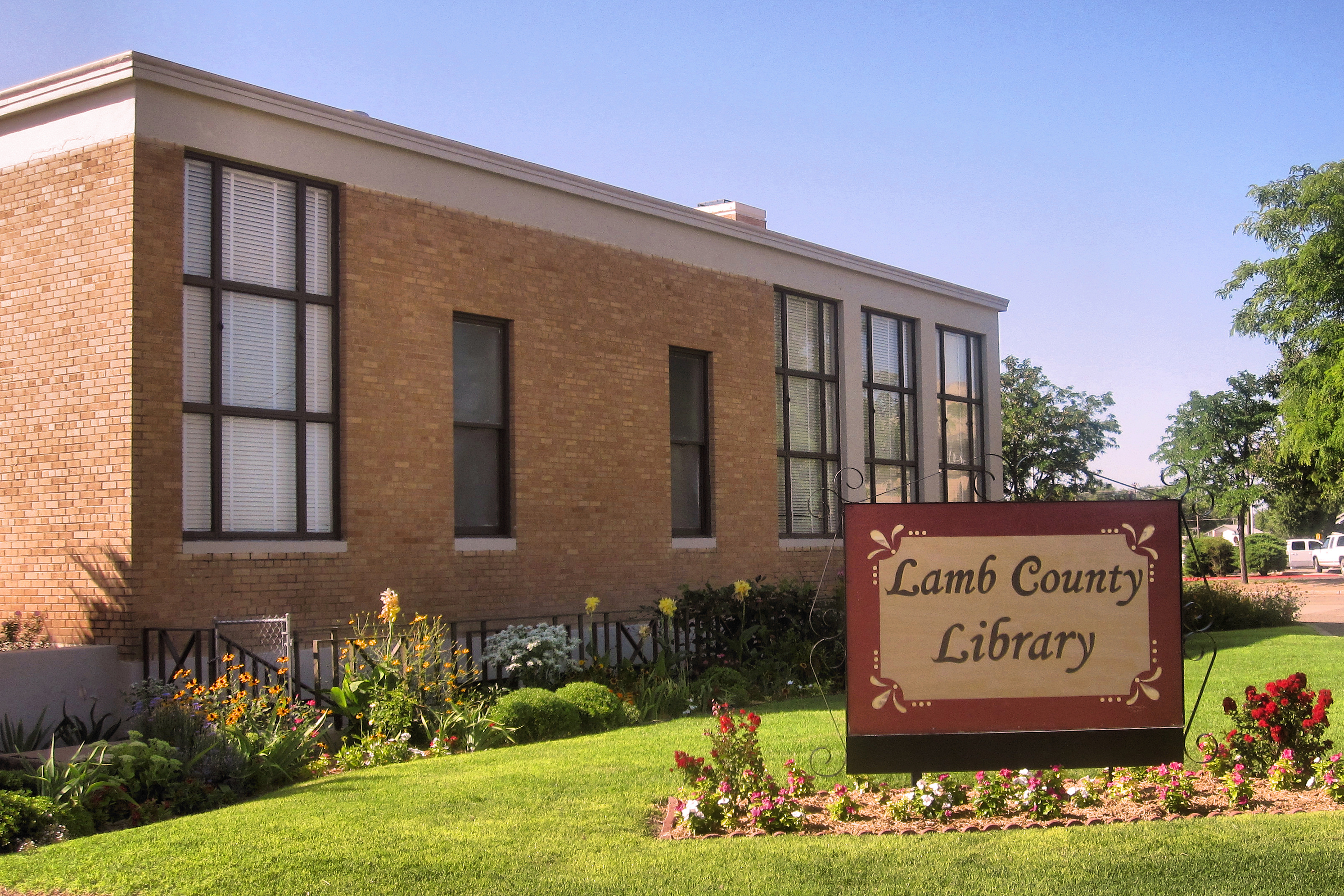
リトルフィールド市中心街にあるラム郡図書館

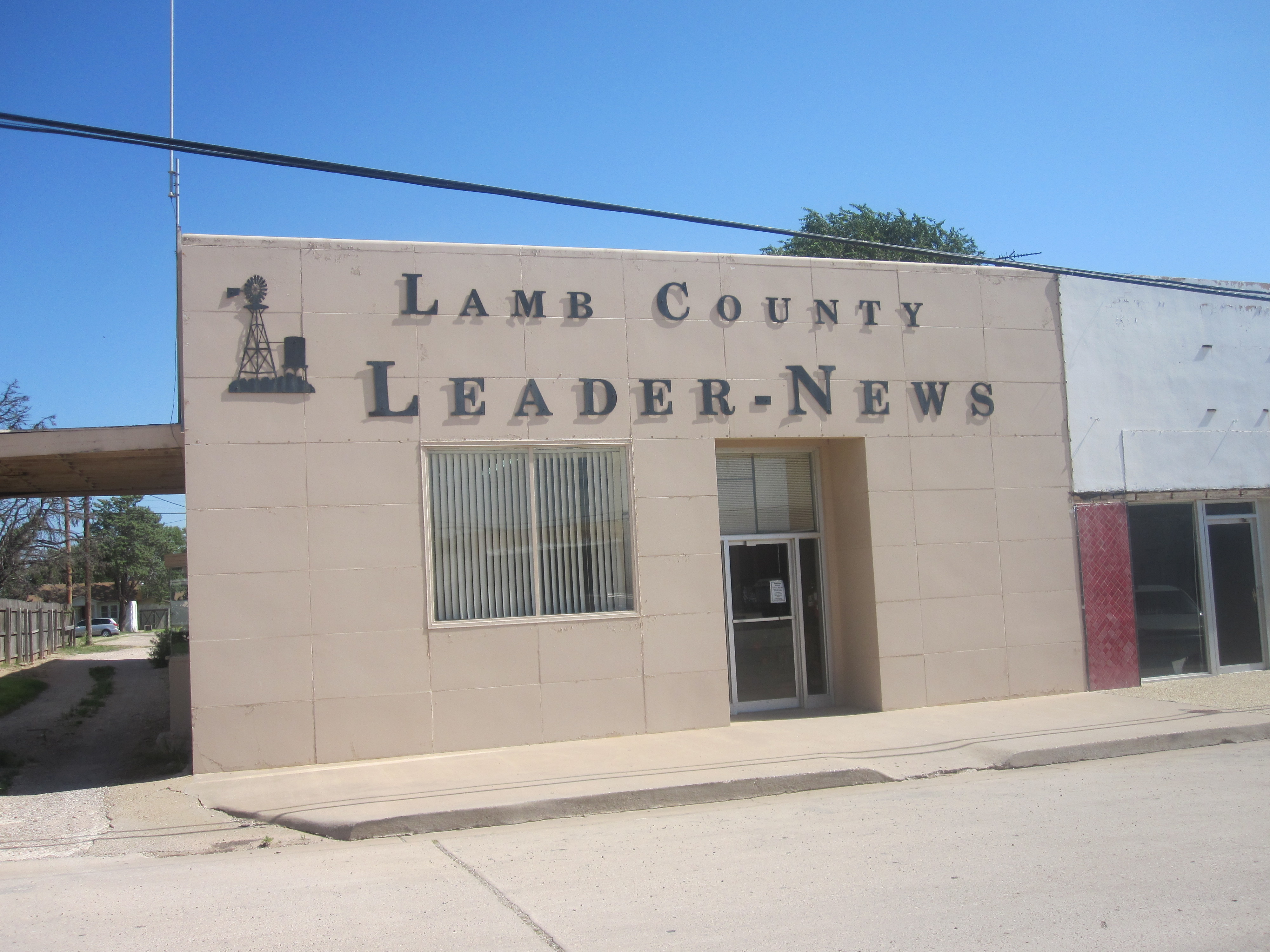
リトルフィールド市の「ラム郡リーダーニューズ」社

ラム郡は1876年にベア郡から分離して設立された。郡名はテキサス革命のサンジャシントの戦いに参加した軍人ジョージ・A・ラムに因んで名付けられた。

## 地理
アメリカ合衆国国勢調査局に拠れば、郡域全面積は1,018平方マイル (2,636.6 km2)であり、このうち陸地1,016平方マイル (2,631.4 km2)、水域は2平方マイル (5.2 km2)で水域率は0.15%である。

### 隣接する郡
- カストロ郡 - 北
- ヘイル郡 - 東
- ラボック郡 - 南東
- ホックリー郡 - 南
- ベイリー郡 - 西
- パーマー郡 - 北西

## 交通

### 主要高規格道路
- アメリカ国道70号線
- アメリカ国道84号線
- アメリカ国道385号線

### 空港
リトルフィールド市空港がリトルフィールド市中心実業街の西3海里 (6 km) にある。

## 人口動態

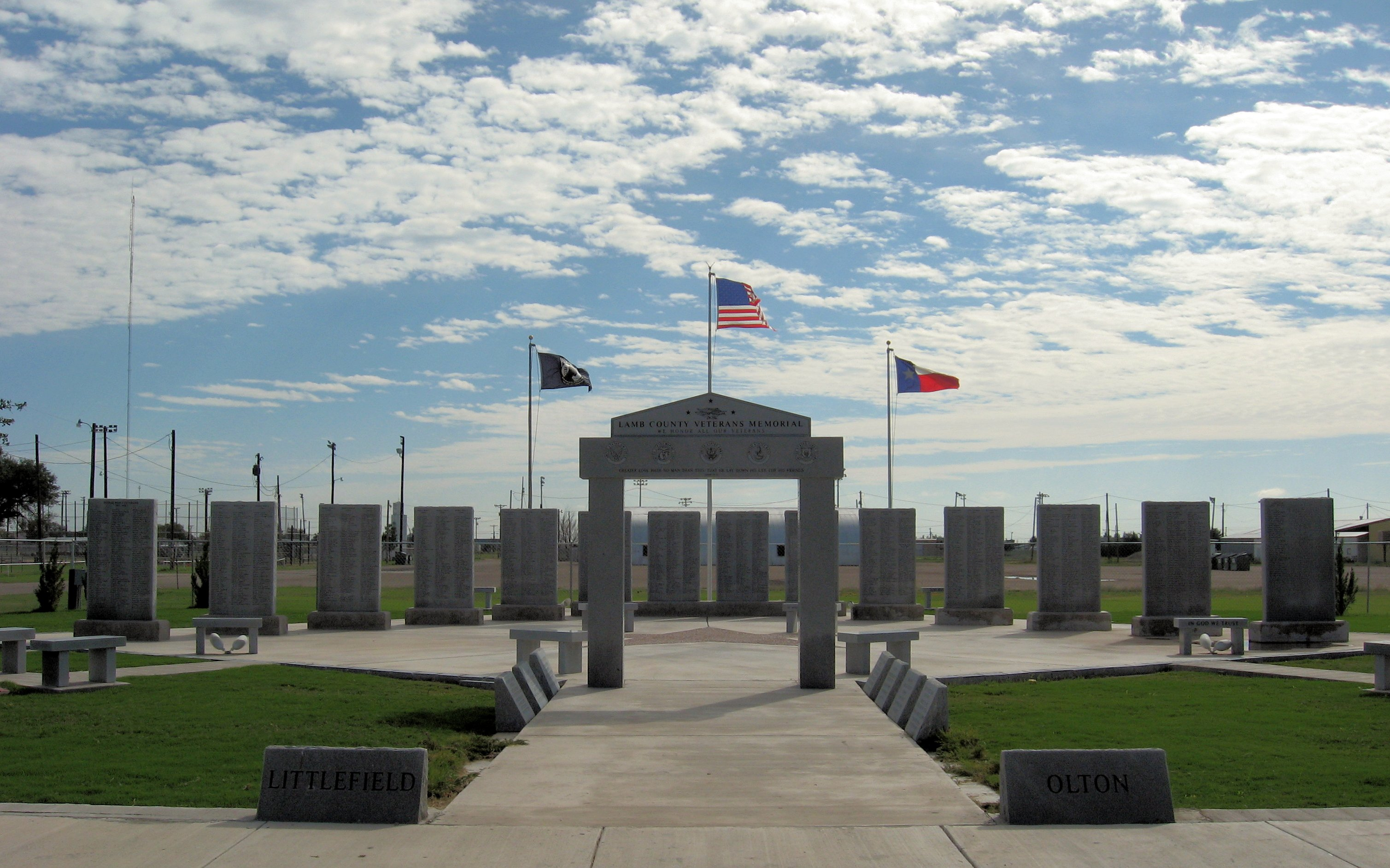
ラム郡退役兵記念碑

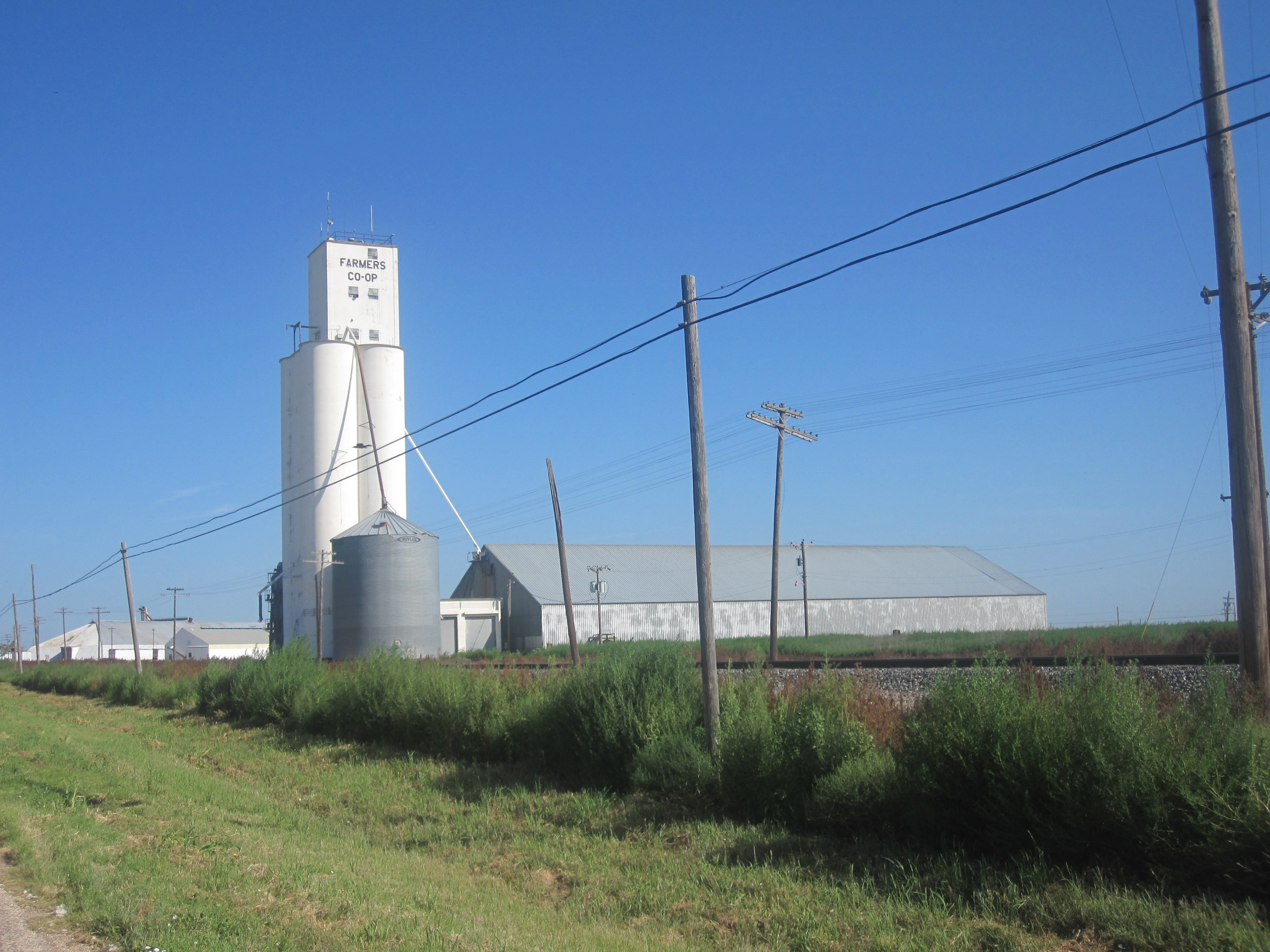
リトル郡農協穀物倉庫

以下は2010年の国勢調査による人口統計データである。
| 基礎データ - 人口: 13,977人 - 世帯数: 5,081 世帯 - 家族数: 3,699 家族 - 人口密度: 5人/km2（14人/mi2） - 住居数: 6,128軒 - 住居密度: 2軒/km2（6軒/mi2） 人種別人口構成 - 白人: 74.4% - アフリカン・アメリカン: 4.3% - ネイティブ・アメリカン: 0.9% - アジア人: 0.1% - 太平洋諸島系: 0.0% - その他の人種: 17.9% - 混血: 2.3% - ヒスパニック・ラテン系: 51.7% 年齢別人口構成 - 18歳未満: 29.3% - 65歳以上: 15.9% - 年齢の中央値: 36歳 - 性比（女性100人あたり男性の人口） - 総人口: 99.2 - 18歳以上: 94.8 | 世帯と家族（対世帯数） - 18歳未満の子供がいる: 32.5% - 結婚・同居している夫婦: 54.4% - 未婚・離婚・死別女性が世帯主: 12.4% - 非家族世帯: 27.2% - 単身世帯: 24.1% - 65歳以上の老人1人暮らし: 11.6% - 平均構成人数 - 世帯: 2.71人 - 家族: 3.22人 収入と家計 - 収入の中央値 - 世帯: 35,458米ドル - 人口1人あたり収入: 17,553米ドル - 貧困線以下 - 対人口: 17.9% |

## 都市と町
- アマースト
- アース
- フィールドトン、未編入の町
- リトルフィールド - 郡庁所在地
- オルトン
- スペード
- スプリングレイク
- スーダン